# 芸能科音楽
芸能科音楽（げいのうかおんがく）は、かつて国民学校で設けられていた科目の一つであり、芸能科の教科に属する。
教科目標は「芸能科音楽ハ歌曲ヲ正シク歌唱シ音楽ヲ鑑賞スルノ能ヲ養ヒ国民的情操ヲ醇化スルモノトス」であった。その内容について、それまでの唱歌に変わり総合的な音楽を教えるようになった点で、現代の音楽教育のもとになったといえる。また、芸能科の他の科目、国民科などの他教科との連絡もはかられるようになった。

## 変更点
それまでの唱歌科とは、以下のようにさまざまな面で変更があった。
- 唱歌の目的は「徳性ノ涵養」であったのに対し、「国民的情操の醇化」という、より芸術的なものに変わった。またこれは、「皇国民の練成」を目的とするものでもあった[2]。
- 教科書はそれまで文部省著作の教科書と文部大臣の検定を経た教科書が並存していたが芸能科音楽では国定の『ウタノホン』、『初等科音楽』、『高等科音楽』に一本化された。
- 鑑賞が正規のカリキュラムとなり、レコードが使われるようになった。そのため、文部省から各学校に教科書の収録曲と観賞用の曲が入ったレコードが配られた。
- 伝統的な日本音楽の音組織を元に、それに合った和声（日本和声）の伴奏がつけられた。
- 楽典が教えられ、和音教育が重要視されるなど、音楽に関する基礎も取り扱うようになった。
- 歌唱においても、従来の尋常小学校では単音の教材しか教えられなかったが、初等科でも合唱曲、輪唱曲を教えるようになった。
- 器楽が教えられるようになった。
- これらに関する教師用の指導書が作成された。